# Homo rudolfensis
Člověk východoafrický (Homo rudolfensis) je dávno vyhynulý předek člověka, uznaný na základě nálezu lebky s označením KNM ER 1470. Homo rudolfensis žil před 2,4–1,8 milióny lety, takže byl pravděpodobně první zástupce rodu Homo.
Živil se rostlinami a drobnou zvěří. Měřil více než 135 centimetrů, vážil kolem 30 kilogramů a objem jeho mozkovny dosahoval asi 550 krychlových centimetrů (někdy je uváděno i 700). Byl současníkem o něco menšího, ale početnějšího druhu Homo habilis (člověk zručný).

## Vytvoření druhu
Druh vytvořil v roce 1978 v ruském textu V. P. Alexejev pod názvem Pithecanthropus rudolfensis (text byl v roce 1986 přeložen do angličtiny, kvůli tomu se tento rok často mylně uvádí jako rok popisu druhu). Autor sice výslovně neuvedl holotyp, ale z textu vyplývá, že za něj považuje nález KNM-ER 1470 (později byl stanoven jako lektotyp druhu).
Do rodu Homo druh přenesl (a tedy na Homo rudolfensis přejmenoval) Groves v roce 1989.
Název druhu je odvozen ze staršího názvu naleziště na břehu Rudolfova jezera (dnes nazývaného jezero Turkana) v Keni.

## Zařazení
Někdy se místo do rodu člověk (Homo) zařazuje do rodu australopitéků a v posledních letech již poměrně často do rodu Kenyanthropus (řadí ho tak mj. známý badatel I. Tattersall, podle kterého se Kenyanthropus rudolfensis vyvinul z druhu Kenaynthropus platyops; viz např. dosti rozšířený obrázek zde ).
Kromě toho se (spíše ve starší literatuře) zařazuje pod druh Homo habilis v širším smyslu, vyčleněním ze kterého byl původně vytvořen.

### Změny v roce 2012
V roce 2012 bylo oznámeno, že nálezu KNM-ER 1470 jsou velmi podobné a tedy do stejného druhu patří nové africké nálezy KNM-ER 62000, KNM-ER 60000 a KNM-ER 62003 (všechny mají věk 1,78 až 1,95 mil. let). Zároveň bylo oznámeno, že těmito nálezy je existence samostatného druhu Homo rudolfensis - přinejmenším pokud se hodnotí pouze tyto čtyři nálezy - definitivně potvrzena . Tento závěr není nesporný, např. Lee Berger považuje toto hodnocení nálezů za slabě doloženo .
Současně byla zpochybněna příslušnost nálezu KNM-ER 1802 k druhu Homo rudolfensis, protože je prý značně odlišný od nálezů KNM-ER 1470, 62000, 60000 a 62003; nález KNM-ER 1802 má po novém patřit spíše pod druh Homo habilis v užším smyslu nebo má tvořit zcela nový (nepojmenovaný) druh rodu Homo (tj další druh vedle druzích Homo habilis, Homo rudolfensis, Homo erectus a Homo ergaster) .

## Datování (stav v roce 2011)
Homo rudolfensis žil před 2,5 / 2,4-1,9 / 1,8 / 1,6 miliony let.
Nejstarší nálezy jsou staré 2,5 / 2,4 mil. BP - Uraha (2,5-2,3 mil. BP), Chemeron (2,456 - 2,393 mil. BP), Nachukui (2,4-2,3 mil.), Shungura (od 2,4 / 2,3 mil . BP).
Všechny nálezy jsou starší než 1,88 mil. BP (tj zhruba 1,9 mil. BP) s výjimkou KNM-ER 1590, který má 1,8 / 1,86 / 1,87 mil. let a nálezu KNM-ER 819, který má 1,6 mil. let 